# Padlet
Padlet (anciennement Wallwisher) est une start-up de technologies de l'éducation basée à San Francisco et à Singapour. Padlet fournit un logiciel en tant que service basé sur le cloud, hébergeant une plateforme Web collaborative en temps réel dans laquelle les utilisateurs peuvent télécharger, organiser et partager du contenu sur des tableaux d'affichage virtuels appelés « padlets ».

## Histoire
Initialement nommée Wallwisher, la société est créée en 2008 par Nitesh Goel et Pranav Piyush, deux amis indiens, et est constituée en 2012 grâce au financement de l'incubateur d'entreprises Start-Up Chile. En 2013, Padlet est également soutenu par les incubateurs Y Combinator et ImagineK12. En novembre 2020, la société lève plus de 13 millions de dollars en trois cycles de financement de série A.
En 2018, l'entreprise est critiquée pour son passage brutal d'un service gratuit (freeware) à un modèle de tarification payant (freemium).
Pendant la pandémie de Covid-19, Padlet connaît une augmentation du nombre d'utilisateurs, attribuée à son utilisation par les enseignants et les étudiants à la suite d'une augmentation de l'apprentissage à distance dans le monde entier,,,,. En 2021, la plateforme adopte des pratiques de modération de contenu plus strictes en réponse à de multiples cas de contenu offensant — notamment du matériel raciste, antisémite et pornographique — publié sur les comptes Padlet des étudiants,.
En août 2024, Padlet lance Sandbox, un tableau blanc numérique collaboratif avec la possibilité de créer de l'interactivité à l'aide de liens[source insuffisante].

## Utilisation
En avril 2021, Padlet se classe parmi les 150 meilleurs sites Internet du monde et compte plus de 3,25 millions de visiteurs quotidiens estimés sur ses sites. Padlet souligne l'importance de l'accessibilité, de l'intuitivité et de la collaboration dans la conception de son interface.
Padlet est largement utilisé par les enseignants ; son utilisation en tant qu'outil pédagogique est étudiée dans diverses revues et conférences universitaires, notamment la conférence de l'Association for Computing Machinery sur la technologie éducative et les ordinateurs et la conférence internationale de l'IEEE sur l'innovation éducative par la technologie.